# イソコリスマターゼ
イソコリスマターゼ(Isochorismatase、EC 3.3.2.1)は、以下の化学反応を触媒する酵素である。
イソコリスミ酸 + 水{\displaystyle \rightleftharpoons } 2,3-ジヒドロキシ-2,3-ジヒドロ安息香酸 + ピルビン酸
従って、この酵素の基質は、イソコリスミ酸と水の2つ、生成物は2,3-ジヒドロキシ-2,3-ジヒドロ安息香酸とピルビン酸の2つである。
この酵素は加水分解酵素に分類され、特にエーテル結合に作用する。系統名は、イソコリスミ酸 ピルビン酸-ヒドロラーゼ(isochorismate pyruvate-hydrolase)である。2,3-ジヒドロキシ-2,3-ジヒドロ安息香酸シンターゼ(2,3-dihydroxy-2,3-dihydrobenzoate synthase)等とも呼ばれる。この酵素は、シデロホアの生合成に関与している。

## 構造
2007年末現在で、3つの構造が解明されている。蛋白質構造データバンクのコードは、1NF8、1NF9、2FQ1である。